# Vars-sur-Roseix
Vars-sur-Roseix é uma comuna francesa na região administrativa da Nova Aquitânia, no departamento de Corrèze. Estende-se por uma área de 4,26 km². Em 2010 a comuna tinha 388 habitantes (densidade: 91,1 hab./km²).